# Ranunculus dingjieensis
Ranunculus dingjieensis är en ranunkelväxtart som beskrevs av L. Liou. Ranunculus dingjieensis ingår i släktet ranunkler, och familjen ranunkelväxter. Inga underarter finns listade i Catalogue of Life.